# Julia Fox
Julia Fox (Milán, Lombardía; 2 de febrero de 1990)es una actriz y artista italo-estadounidense. Saltó a la fama por su debut en 2019 en la película de los hermanos Safdie Uncut Gems, trabajo gracias al cual fue nominada para el Premio al Actor Revelación en la edición de 2019 de los Premios Gotham.

## Vida personal
Fox nació en Milán, Italia y es hija de madre italiana y padre estadounidense. Fox pasó sus primeros años de vida con su abuelo. A la edad de seis años se muda a Ciudad de Nueva York con su padre para vivir en Yorkville, Manhattan. Tuvo varios empleos en el sector de servicios, incluyendo en una zapatería, una tienda de helados y una pastelería. Fox estudió en la escuela secundaria City-As-School y trabajó como dominatrix por seis meses.
Con anterioridad a su papel en Uncut Gems, Fox diseñó ropa y lanzó con éxito una línea de prendas de punto para mujeres llamada Franziska Zorro con su amiga Briana Andalore. También trabajó como modelo, posando para Playboy en 2015, y participó en exposiciones como pintora y fotógrafa. Autopublicó dos libros de fotografía, Symptomatic of a Relationship Gone Sour: Heartburn/Nausea, publicado en 2015, y PTSD, publicado en 2016. En 2017, Fox hizo una exposición de arte que tituló "R.I.P. Julia Fox'", con trabajos de seda pintados con su propia sangre.
Fox se casó con Peter Artemiev, un piloto privado asentado en la Playa de Brighton, Brooklyn, en noviembre de 2018. El 14 de febrero de 2021, Fox anunció el nacimiento de su primer hijo, Valentino.

## Carrera
Fox hizo su debut en el cine en la película de 2019 de los hermanos Safdie Uncut Gems, en el papel de una vendedora en una tienda de joyas y amante del protagonista, Howard Ratner (interpretado por Adam Sandler), un comerciante de joyas errático adicto al juego. Fox conocía a los hermanos Safdie desde hacía casi una década. Al primero que conoció fue a Josh Safdie de casualidad en una cafetería en el SoHo, Manhattan.
Fox también escribió y dirigió Fantasy Girls, un cortometraje sobre un grupo de chicas adolescentes envueltas en trabajos sexuales que vivían en Reno, Nevada.

## Filmografía

### Cine
| Año  | Título                         | Papel           | Notas        |
| ---- | ------------------------------ | --------------- | ------------ |
| 2018 | The Great American Mud Wrestle | La novia        | Cortometraje |
| 2019 | Uncut Gems                     | Julia De Fiore  |              |
| 2020 | Puppet                         | Julia           |              |
| 2020 | PVT Chat                       | Scarlet         |              |
| 2021 | No Sudden Move                 | Vanessa Capelli |              |
| 2024 | Presence                       | Cece            |              |

### Televisión
| Año  | Título             | Papel               | Notas      |
| ---- | ------------------ | ------------------- | ---------- |
| 2020 | Acting for a Cause | Titania / Hippolyta | 1 eposodio |
| 2025 | Adultos            | Ella misma          | 1 episodio |

## Premios y nominaciones
| Año  | Premio                                     | Categoría                  | Trabajo nominado | Resultado | Ref.   |
| ---- | ------------------------------------------ | -------------------------- | ---------------- | --------- | ------ |
| 2019 | Asociación de Críticos de Cine de Columbus | Artista de cine revelación | Uncut Gems       | Nominada  | [ 9 ]  |
| 2019 | Asociación de Críticos de Cine de Chicago  | Artista más prometedora    | Uncut Gems       | Nominada  | [ 10 ] |
| 2019 | Asociación de Críticos de Cine de Georgia  | Premio revelación          | Uncut Gems       | Nominada  | [ 11 ] |
| 2019 | Premios Gotham                             | Actriz revelación          | Uncut Gems       | Nominada  | [ 12 ] |
| 2019 | Asociación de Críticos de Cine de Toronto  | Mejor actriz secundaria    | Uncut Gems       | Nominada  | [ 13 ] |